# Torre de Kaknäs
A Torre de Kaknäs (em sueco: Kaknästornet) é uma torre de transmissão televisiva na cidade de Estocolmo na Suécia. 

Está situada no bairro de Gärdet, no centro da cidade. 

Tem uma altura de 155 m (170 m, incluindo a antena), e é o centro de transmissão de televisão e rádio da Televisão da Suécia (Sveriges Television). Mais de 600 canais são transmitidos a partir de lá.

A torre é uma importante atração turística, aberta ao público. Dispõe de 34 andares – com um miradouro no 31º, um café no 30º e um restaurante no 28º.